# Scarus globiceps
Scarus globiceps е вид бодлоперка от семейство Scaridae. Видът не е застрашен от изчезване.

## Разпространение и местообитание
Разпространен е в Австралия, Американска Самоа, Вануату, Виетнам, Гуам, Източен Тимор, Индия (Андамански и Никобарски острови), Индонезия, Кения, Кирибати (Лайн), Кокосови острови, Мавриций, Мадагаскар, Малайзия, Малки далечни острови на САЩ (Остров Бейкър, Уейк и Хауленд), Маршалови острови, Микронезия, Мозамбик, Науру, Ниуе, Нова Каледония, Острови Кук, Палау, Папуа Нова Гвинея, Провинции в КНР, Реюнион, Самоа, Северни Мариански острови, Сейшели, Соломонови острови, Сомалия, Острови Спратли, Тайван, Танзания, Токелау, Тонга, Тувалу, Уолис и Футуна, Фиджи, Филипини, Френска Полинезия, Френски южни и антарктически територии (Нормандски острови) и Япония.
Обитава морета, лагуни и рифове. Среща се на дълбочина от 0,9 до 30 m, при температура на водата от 24,8 до 29 °C и соленост 34,1 – 35,4 ‰.

## Описание
На дължина достигат до 45 cm, а теглото им е не повече от 500 g.